# 肯薩斯的最後一夜
是一部1996年的犯罪電影，由勞勃·阿特曼執導，主演是珍妮佛·傑森·李、美蘭達·理察、哈利·貝拉方提、麥可·墨菲和史提夫·布斯美。本片也以其配樂加上現代音樂家重新創作1930年代堪薩斯城爵士樂融入電影而著名。
本片參加過1996年康城影展。

## 演員
- 珍妮佛·傑森·李 飾 Blondie O'Hara
- 米蘭達·李察遜 飾 Carolyn Stilton
- 哈利·貝拉方提 飾 Seldom Seen
- 麥可·墨菲（英语：Michael Murphy (actor)） 飾 Henry Stilton
- 史提夫·布斯美 飾 Johnny Flynn
- 狄莫·梅朗尼 飾 Johnny O'Hara
- 布魯克·史密斯（英语：Brooke Smith (actress)） 飾 Babe Flynn
- 珍·亞當斯（英语：Jane Adams (actress)） 飾 Nettie Bolt
- Martin Martin 飾 'Blue' Green

## 外部連結
- 互联网电影数据库（IMDb）上《Kansas City》的资料（英文）
- 爛番茄上《Kansas City》的資料（英文）
- Box Office Mojo上《Kansas City》的資料（英文）